# Halové mistrovství Evropy v atletice 2007 – trojskok žen
Trojskok žen na halovém ME 2007 se uskutečnil dne 2. března a 4. března v hale National Indoor Arena (The NIA) v britském Birminghamu. Titul vybojovala Španělka Carlota Castrejanová, jež výkonem 14,64 metru vytvořila nový národní rekord.

## Finálové výsledky
| Umístění         | Jméno                   | Národnost | #1    | #2    | #3    | #4    | #5    | #6    | Výsledek | Poznámka |
| ---------------- | ----------------------- | --------- | ----- | ----- | ----- | ----- | ----- | ----- | -------- | -------- |
| Zlatá medaile    | Carlota Castrejanová    | Španělsko | 14,36 | 13,82 | 14,64 | 14,41 | 14,28 | X     | 14,64 m  | NR       |
| Stříbrná medaile | Olesja Bufalovová       | Rusko     | 14,09 | X     | 14,37 | 14,40 | 14,50 | 14,41 | 14,50 m  | SB       |
| Bronzová medaile | Teresa Nzole Meso Baová | Francie   | 12,43 | X     | 14,49 | 14,44 | 14,24 | 14,38 | 14,49 m  | NR       |
| 4.               | Oksana Udmortovová      | Rusko     | 14,24 | 14,26 | 14,05 | 14,41 | X     | 14,26 | 14,41 m  | SB       |
| 5.               | Adelina Gavrilová       | Rumunsko  | 14,19 | X     | X     | X     | X     | 14,05 | 14,19 m  |          |
| 6.               | Dana Velďáková          | Slovensko | 14,09 | 14,13 | 14,02 | 14,05 | 14,06 | 14,01 | 14,13 m  |          |
| 7.               | Marija Dimitrovová      | Bulharsko | 13,88 | 13,90 | 14,03 | 13,71 | 13,66 | 13,95 | 14,03 m  |          |
| 8.               | Natalja Safronovová     | Bělorusko | X     | X     | 13,72 | X     | X     | 13,82 | 13,82 m  |          |

Poznámka: NR = národní rekord, SB = výkon sezóny